# Zygia dissitiflora
Zygia dissitiflora är en ärtväxtart som beskrevs av Rupert Charles Barneby och James Walter Grimes. Zygia dissitiflora ingår i släktet Zygia och familjen ärtväxter. Inga underarter finns listade i Catalogue of Life.